# 36. Kurentovanje (1996)
Kurentovanje 1996 je bil šestintridesetni uradni ptujski karneval, ki je potekal med 10. in 20 februarjem.
Letošnje 11-dnevno Kurentovanje z proračunom 300,000 nemških mark, je pod vodstvom Branka Brumna, drugič zapored organiziralo Gospodarsko interesno združenje za turizem Poetovio VIVAT. Častni pokrovitelj letošnjega Kurentovanja je bil predsednik vlade Janez Drnovšek. Otvoritveno slovesnost si je v mrazu pred mestno hišo ogledalo le nekaj sto gledalcev. Tudi osrednja nedeljska mednarodna karnevalska povorka, za katero je bilo treba odšteti 300 tolarjev, je bila obiskana slabše od pričakovanj, prvo nagrado pa so prejeli "Veseli kmetje" iz Hajdine. Karnevalski šotor so letos prestavili na parkirišče za avtobusno postajo.

## Celoten spored kurentovanja

### Glavni tradicionalni dogodki
| Od   | Dogodek                            | Dan                    |
| ---- | ---------------------------------- | ---------------------- |
| 1960 | 36. mednarodna karnevalska povorka | pustna nedelja (18.2.) |
| 1960 | 36. Pokop pusta                    | pustna torek (20.2.)   |

### Spremljevalni program
| Od   | Dogodek                                                  | Dan                  |
| ---- | -------------------------------------------------------- | -------------------- |
| 1995 | 2. Ples "noč v mestu stoterih obrazov" na ptujskem gradu | pustni petek (16.2.) |

### Karnevalski šotor
| Od   | Dogodek                             | Dan                   |
| ---- | ----------------------------------- | --------------------- |
| 1994 | 3. Veliki karnevalski ples v maskah | pustna sobota (17.2.) |

## Glavni dogodki

### Otvoritvena slovesnost (10.2.)
10. februarja ob 11. uri, je bil pred mestno hišo ob hudem mrazu svečani razglas, z vsega nekaj sto obiskovalci, z vabilom vsem, da se zvečer ob 19. uri v Karnevalskem šotoru, udeležijo otvoritvene slovesnosti letošnjega Kurentovanja, kjer so nastopile skupine kurentov in ostale etnografske skupine. Ptujski filatelisti pa so predstavili novo slovensko znamko s podobo koranta in priložnostni karnevalski šig. Sledila je zabava z Agropopom.

### 2. Ples "noč v mestu stoterih obrazov" na ptujskem gradu (16.2.)
16. februarja, na pustni petek, na skrivnostno karnevalsko noč zaprtega tipa na ptujskem gradu, sta ptujski župan Miroslav Luci in vodja Kurentovanja Branko Brumen, povabila številne goste iz Slovenije in tujine. Iz mestnih občin so bili povabljeni župani mestnih občin, partnerji in predstavniki večjih slovenskih podjetij, ki so tudi letos finančno podprli ptujsko kurentovanje, ministri in nekateri drugi. Prireditev je snemala RTV Slovenija, drugi ples v maskah pa je sicer izgubil predznak gala, ime "Noč v mestu stoterih obrazov" pa je obdržal. Sam dogodek pa ni bil gala toliko zaradi samega plesa, ampak bolj zaradi vrhunske kulinarike in postrežbe, ter bogatega (beri dragega) programa umetnikov iz Ljubljane.

### 3. Veliki karnevalski ples v maskah (17.2.)
17. februarja, na pustno soboto zvečer, je potekal osrednji in najbolj obiskan dogodek v karnevalskem šotoru in sicer velik karnevalski ples v maskah (bal), ki je spet v celoti uspel, saj je bil nabito poln, maske pa so imele prost vstop v šotor. Organizirana je bila tudi plačljiva večerja. Za zabavo je skrbel Ansambel Vesna z Ireno Vrčkovnik. Medtem pa vzporedno sobotni kidričevski šoferski fašenski ples in pustno rajanje v kultni ptujski diskoteki Super Li, nista bila tako dobro obiskana kot v preteklih letih, saj je vso pozornost z izjemnim obiskom požel karnevalski šotor na Ptuj.

### 36. Mednarodna karnevalska povorka (18.2.)
18. februarja, ob 14. uri, na pustno nedeljo in po lanskem letu ko je odpadla zaradi dežja in mraza po zelo slabo obiskani karnevalski povorki pred dvema letoma; se je sicer v izjemno lepem in sončnem vremenu, zbralo manj obiskovalcev od pričakovanj, približno 25,000 ljudi. Na njej je sodelovalo preko 20 karnevalskih in 23 etnografskih skupin z 1.200 nastopajočimi. ̈Žal pa so organizatorji naredli veliko napako z spremembo oziroma precejšnjim skrajšanjem trase, saj so predvsem obiskovalci izven Ptuja, ki očitno niso bili s tem seznanjeni, povorko zaman čakaki na Slomškovem trgu, na Potrčevi cesti in Trstenjakovi ulici. Zaradi skrajšane trase se je povorka le s težavo prebijala skozi množico ljudi; kar se je poznalo še posebej na koncu trase na Mestnem trgu, ko se je 250 kurentov iz devetih skupin, eden po eden, le s težavo prebijalo skozi množico ljudi. Po koncu povorke je tričlanska komisija Aleš Gačnik (predsednik), Stanka Vauda in Janko Marinič, v karnevalskem šotoru za avtobusno postajo, razglasila zmagovalca med karnevalskimi skupinami. To so postali Veseli kmetje iz Hajdine, ki so prejeli 200.000 tolarjev. Za zabavo v šotoru so skrbeli Moped šov in Štajerskih 7.
- Mali in veliki orači (Lancova vas)
- Pokači (Lovrenc na Dravskem polju
- Mlajši orači (Gerečja vas)
- Orači (Podlehnik)
- Ploharji (Cirkovce)
- Kopjaši (Markovci)
- Klade (Spodnja Polskava)
- Jürek in Rabolj (Dolena)
- Cigani (Dornava)
- Ruse, vile, starčki...
- 250 kurentov iz 9 skupin

– Veseli korant
– Poetovio Ptuj
– T.D. Koranti Pobrežje (Videm pri Ptuju)
– Društvo Koranti Podlehnik
– Društvo Kurenti Ptuj 1
– Folklorno društvo Lancova vas (sekcija Koranti)
– KD Rogoznica (sekcija Koranti)
– Ptujski kurent klub
– Kurent center
- številne karnevalske skupine
- pihalni orkestri in mažoretke

### Pustni ponedeljek (19.2.)
19. februarja, na pustni ponedeljek v karnevalskem šotoru, je bilo ob 16. uri otroška maškerada, ob 19. uri pa še pustni žur za mlade.

### 36. Pokop pusta (20.2.)
20. februarja ob 10. uri, na pustni torek, je bilo v karnevalskem šotoru pustno rajanje za predšolske otroke.
Na pustni torek, so na popoldanskem dogajanju v mestu tudi uradno pokopali pust. Vsi uradi, trgovine in šole so se zaprli že dopoldan, ljudje, predvsem Ptujčani, pa so ves dan do poznih večernih ur rajali po mestu jedru in nato še v karnevalskem šotoru.

## Karnevalski šotor
Karnevalski šotor je bil postavljen že tretje leto zapored. S tem, da so ga letos prestavili na drugo lokacijo, na parkirišče za glavno ptujsko avtobusno postajo. Šotor je bil letos še večji, z kapaciteto do 2.000 obiskovalcev. Vsak večer so se predstavljale različne etnografske maske ter kurenti in različne glasbene skupine. Odvijale pa so se tudi različne matineje šol in vrtcev.
Osrednji, največji in najbolj obiskan dogodek v šotoru je bil "Veliki pustni bal (karnevalski ples) v maskah" na pustno soboto. 

### Parkirišče za ptujsko avtobusno postajo
| Datum | Vsi nastopajoči | Dan                   |
| ----- | --- | --------------------- |
| 10.2. | Otvoritvena slovesnost ob 19. uri | predpustna sobota     |
| 11.2. | PROGRAM JE POTEKAL OD 19. do 24. URE | predpustna nedelja    |
| 11.2. | – Folklorna skupina PD Destrnik (slovenski ljudski plesi); – Nastopi skupin kurentov (KURENTI 94 in Ptuj 1); –Za zabavo pa so skrbeli Ptujskih 5 in Strašna Jožeta | predpustna nedelja    |
| 12.2. | PROGRAM JE POTEKAL OD 16. URE DALJE | predpustni ponedeljek |
| 12.2. | – Nastop pustne skupine Ploharji (Cirkovce); – Nastop skupine kurentov (POETOVIO PTUJ); –Za glasbeno zabavo pa so skrbeli Čuki | predpustni ponedeljek |
| 13.2. | PROGRAM JE POTEKAL OD 19. URE DALJE | predpustni torek      |
| 13.2. | – Nastop pustne skupine Orači (Markovci); – Nastop skupine kurentov (CENTER in KURENTI ROGOZNICA); – Za glasbo so skrbeli Ritmo Loco in latino-plesi; – In plesni center Fredi iz Ljubljane (rumba, samba, cha-cha, jive)                                                      | predpustni torek      |
| 14.2. | PROGRAM JE POTEKAL OD 19. URE DALJE | pustna sreda          |
| 14.2. | – Nastop pustne skupine Cigani (Dornava); – Nastop skupine kurentov (KURENTI PODLEHNIK, VESELI KORANT); –Za glasbeno zabavo so skrbeli skupina Magnet in Andrej Šifrer | pustna sreda          |
| 15.2. | PROGRAM JE POTEKAL OD 19. URE DALJE | pustni četrtek        |
| 15.2. | – Nastop pustne skupine Orači (Podlehnik); – Nastop skupine kurentov (SPUHLJA); –Za country zabavo so skrbeli Pidži in Plesna šola Rolly iz Maribora (Kavbojci in Indijanci, Texas polka, Mama Huanita, Sp. Gonzales, Kavb. polka, Square)                                     | pustni četrtek        |
| 16.2. | ŠOLSKI PROGRAM JE POTEKAL OD 11. DO 13. URE DALJE | pustni petek          |
| 16.2. | – Maškarada ptujskih osnovnih šol; – VESELI KABARET (Roman in Maja Končar, Besim Spahič); –Za glasbo za šolsko mladino je poskrbela dance skupina 4 fun | pustni petek          |
| 16.2. | VEČERNI PROGRAM JE POTEKAL OD 19. URE DALJE | pustni petek          |
| 16.2. | – Nastop pustne skupine Klada (Spodnja Polskava); – Nastop skupine kurentov (KURENTI STOJNCI); – Za zabavo so skrbeli Čudežna polja in Plesna šola Rolly (rock'n'roll) | pustni petek          |
| 17.2. | PROGRAM JE POTEKAL OD 19. URE DALJE | pustna sobota         |
| 17.2. | – Nastop pustne skupine Orači (Lancova vas); – Nastop skupine kurentov (KURENTI LANCOVA VAS); – Izbor najbolj domiseln skupinske maske; – Za zabavo so skrbeli Ansambel Vesna z Ireno Vrčkovnik; – In program plesne skupine Aplavz z več različnimi točkami                   | pustna sobota         |
| 18.2. | PROGRAM JE POTEKAL OD 17. URE DALJE | pustna nedelja        |
| 18.2. | – Izbor najbolj domiselne skupinske maske; – Nastop skupine kurentov (VESELI KORANT); – Izbor najbolj domiseln skupinske maske; – Za zabavo so skrbeli Štajerskih 7 in humoristična skupina Moped šov; – In program plesne šole Rolly (rock'n'roll, show jazz in športni ples) | pustna nedelja        |
| 19.2. | ŠOLSKI PROGRAM JE POTEKAL OD 16. do 18. URE | pustni ponedeljek     |
| 19.2. | – Otroška maškarada; – VESELI KABARET (otroška predstava); –Animacijski program DPM Ptuj | pustni ponedeljek     |
| 19.2. | VEČERNI PROGRAM JE POTEKAL OD 19. URE DALJE | pustni ponedeljek     |
| 19.2. | – Nastop pustne skupine Orači (Leskovec); – Nastop skupine kurentov (KURENTI IZ POBREŽJA in DEMONI); – Pustni žur za mlade z skupino Kontrabant in Vlado Kreslin; – Predšol. plesne skupine ČAROVNICE in SHOW DANCE KLOVNI, MAMBO PTUJ;                                        | pustni ponedeljek     |
| 20.2. | ZAKLJUČNI ŠOTORSKI PROGRAM JE POTEKAL OD 10. DO 12. URE | pustni torek          |
| 20.2. | – Pustno rajanje vrtcev | pustni torek          |

## Pokrovitelji
Kurentovanje z vlakom je bilo 40% do 50% ceneje (preko Slovenske železnice)ǃ Po 16. uri pa je bila brezplačna tudi vožnja z avtobusom (Štajerturs in Certus) in tudi brezplačno parkiranje z karnevalsko prepustnico. Omogočena je bila še brezplačna vožnja z vlakcem Ptujčan po mestnem jedru. 
- Mestna občina Ptuj
- Perutnina Ptuj
- Mercator SVS d.d. Ptuj
- Kmetijski kombinat Ptuj
- Tobačna Ljubljana
- Zavarovalnica Maribor
- Nova KBM
- Albin Promotion
- CSM čistilni servis Maribor
- Ministrstvo za gospodarske dejavnosti
- Urad za informiranje Republike Slovenije

## Nagrade
Žirijo so sestavljali Aleš Gačnik (predsednik), Stanka Vauda (oblikovalka) in Janko Marinič. Nagradni sklad za najboljše karnevalske maske je znašal 500.000 SIT; z odločitvijo žirije glede nagrad pa se mnogi občani niso strinjali, pripombe so kar deževale, da bi v prihodnje veljalo razmisliti o širšem sestavu žirije. Za najbolj domiselne skupinske maske v karnevalskem šotoru je bil sklad 190.000 SIT in za najboljše okrašene stanovanjske hiše 150.000 SIT. Za najboljšo karnevalsko masko mednarodne povorke se ocenjuje izvirnost, izdelava, zgodovinsko ozadje, nastop in številčnost.

### Karnevalske skupine
|            | Nastopajoči                           | Nagrada     |
| ---------- | ------------------------------------- | ----------- |
| 1. nagrada | »Veseli kmetje« (Hajdina)             | 200,000 SIT |
| 2. nagrada | »Greenpeace in jedrski poskusi«       | 100,000 SIT |
| 3. nagrada | »Črnci in velika žirafa«              | 80,000 SIT  |
| 4. nagrada | »Slovenska vojska« (Flota iz Dupleka) | N/A SIT     |
| 5. nagrada | »Varuhi reda«                         | N/A SIT     |

### Najbolj domiselne skupinske maske na karnevalskem balu v šotoru
Podeljene na pustno soboto;
- 1. nagrada (100.000 SIT)
- 2. nagrada (60.000 SIT)
- 3. nagrada (30.000 SIT)

### Najbolj izvirno okrašene hiše in lokali v mestu
- Trem nagrajencem so razdelili skupaj 150.000 tolarjev in priznanja organizatorja.

## Bližnji etnografski fašenki

### V okolici Ptuja
| #  | Povorka         | Dan               | Od   |
| -- | --------------- | ----------------- | ---- |
| 5. | Markovci        | pustna nedelja    | 1992 |
| 4. | Cirkovce        | pustni torek      | 1993 |
| 3. | Cirkulane       | pustna sobota     | 1994 |
| 1. | Videm pri Ptuju | pustni ponedeljek | 1996 |